# Pornainen
Pornainen (Zweeds: Borgnäs) is een gemeente in de Finse provincie Zuid-Finland en in de Finse regio Uusimaa. De gemeente heeft een landoppervlakte van 146,53 km² en telt 5.011 inwoners (2022).